# Saint Martin et le Mendiant (Le Greco)
Pour les articles homonymes, voir Saint Martin et le Mendiant.
Saint Martin et le Mendiant est un tableau réalisé par Le Greco entre 1597 et 1599. Il mesure 193,5 × 103 cm. Il est conservé à la National Gallery of Art à Washington.

## Description
Le saint Martin cavalier romain prend ici allure d'un jeune contemporain du Greco, à la riche armure damasquinée d'or, il monte un cheval blanc qui piaffe, comme pour participer à l'action. Sans ostentation, le visage empreint d'une tristesse compatissante, la tête penchée, le cavalier accomplit le geste que la légende a retenu : Il partage son manteau d'une épée discrète (qui ne l'est pas toujours chez d'autres peintres). Le mendiant, à peu près nu, debout à côté du cheval, tourne la tête avec reconnaissance vers Martin. Il tient la moitié du manteau et s'en ai déjà en partie recouvert. Les figures se détachent sous un ciel froid d'hiver. La ligne d'horizon, très basse, laisse entrevoir non pas la ville d'Amiens, lieu de la légende, mais Tolède et des versants de montagnes recouverts de neige. Cette vue de dessous a surtout l'avantage de conférer aux figures des dimensions monumentales inégalement réparties d'ailleurs : si le cavalier à des proportions relativement normales, en revanche, le mendiant est très nettement allongé, comme s'il était une créature qui n'appartient pas à ce monde, annonciatrice d'une apparition, celle du Christ remerciant, dans le songe de Martin. L'austérité qu'on reconnaît aux personnages du Greco, les déformations maniéristes de ses figures, le traitement si personnel de l'espace aboutissent ici à une expression pathétique de l'acte de charité.

## Autres regards
Dans l'iconographie considérable de Martin, à la mesure de sa popularité, une scène se distingue : La charité de saint Martin, manifestée par le partage du manteau avec un mendiant. Dans sa fresque, Simone Martini (1320, chapelle Saint-Martin, San Fransesco, Assise) n'a pas omis l'épisode, pas plus que Victor Mottez (1863, chapelle Saint-Martin, église Saint-Sulpice, Paris). Peu d'œuvres ont la retenue du tableau du Greco. Ainsi chez Licinio Da Pordenone (1529, San Racco, Venise), Martin monte un cheval fougueux et c'est presque au vol que le partage a lieu. Antoine Van Dyck (1618, église Saint-Martin, Zaventem, Belgique) peint un saint Martin à l'épée menaçante qui paraît bien peu charitable, et un mendiant, athlète musculeux, qui arrache sa part de manteau plus qu'il ne la reçoit. Il n'est pas jusqu'à Kandinsky (1909, coll. part) qui ne fasse cabrer vigoureusement son cheval, prêt à s'envoler.

## Expositions
Ce tableau a été présenté au public à Paris, à la rétrospective Greco du Grand Palais, du 16 octobre 2019 au 10 février 2020.